# Ferdinand Bischoffsheim
Ferdinand Raphaël Bishoffsheim (Brussel, 2 augustus 1837 - Parijs, 5 november 1909) was een Belgisch bankier en senator.

## Levensloop
Bisschoffsheim was de zoon van Jonathan Bischoffsheim (1808-1883) en van Henriette Goldschmidt  (1832-1892). Hij trouwde met de Amerikaanse protestante Mary Paine (1850-1900). Hij was de schoonbroer van senator Georges Montefiore-Levi.
Met een bescheiden diploma van kandidaat in de wetenschappen (ULB, 1855) begon Bischoffsheim aan een carrière in de familiale bank, die hij tot verdere bloei bracht. In 1862 stichtte hij, samen met zijn schoonbroer Maurice de Hirsch de 'Banque Ferdinand Bischoffsheim et de Hirsch', die zich onder meer specialiseerde in de uitgifte op de Belgische markt van aandelen van buitenlandse spoorwegmaatschappijen. In 1870 fuseerde de bank met de 'Banque de Dépôts des Pays-Bas', opgericht door zijn oom Louis-Raphaël Bischoffsheim. In 1872 greep een fusie plaats met de 'Banque de Paris' en zo ontstond de Bank van Parijs en de Nederlanden.
In 1883 werd hij liberaal senator voor het arrondissement Brussel, in opvolging van zijn vader. Hij zetelde tot in juni 1888 en maakte deel uit van de senaatscommissies financies en buitenlandse zaken.
Vanuit zijn bankiersactiviteiten werd Bischoffsheim betrokken bij heel wat grote ondernemingen. Zo was hij onder meer:
- bestuurder van de Compagnie Asturienne des Mines (1883-1908),
- bestuurder en voorzitter van de Compagnie de Floreffe pour la fabrication de glaces et de produits chimiques (1885-1908),
- bestuurder van de S. A. d'Ougrée (1893-1895),
- voorzitter van de Glaces et Verres du Nord (1905-1909),
- voorzitter van 'Chemins de Fer du Nord de la Belgique'.

Hij woonde meer in Parijs dan in Brussel. Op de 'Place des États-Unis' bouwde hij in 1880 een luxueuze residentie waar hij en zijn nakomelingen woonden tot op het einde van de twintigste eeuw. Het werd de plek die zijn indrukwekkende collectie schilderijen en beeldhouwwerken herbergde.
Een zoon van hem, Maurice Bischoffsheim (1875-1904), die het rustige ambt van ambassaderaad uitoefende, trouwde met de katholieke Marie-Thérèse de Chevigné (1880-1963), dochter van Laure de Chevigné (1859-1936). Hij stierf vroeg aan de onverbiddelijke kwaal van de tijd, de tuberculose. Hun enig kind was Marie Laure Bischoffsheim (1902-1970) die trouwde met burggraaf Charles de Noailles (1891-1981). Samen beoefenden ze in Frankrijk een van de meest merkwaardige mecenaten, voor en na de Tweede Wereldoorlog.